# 유고슬라비아 침공
유고슬라비아 침공(혹은 4월 전쟁)은 제2차 세계 대전 초기 유고슬라비아 왕국이 삼국 동맹 조약을 탈퇴한 데에 대한 보복으로 추축국 6개국 군대가 유고슬라비아 왕국을 침공한 사건이다.

## 배경
1940년 제2차 세계 대전이 시작된 지 몇 달 만에 프랑스 공방전으로 수도 파리가 함락되는 것을 지켜본 유고슬라비아 왕국은 1941년 3월 25일 추축국 진영에 가입한다.
하지만 유고슬라비아 국민들은 추축국 진영에 가입한 정부를 비난하며, 삼국 동맹 조약이 무효임을 선언하였고 그리고 그 해 3월 27일에 밀란 네디치 총리가 이끄는 친영파 세력이 쿠데타를 일으켜 삼국 군사 동맹 가입을 주도한 파울을 몰아내자 독일과 이탈리아가 유고슬라비아 영토에 침입하였다.

## 과정
쿠데타는 히틀러에게 신속하고 거침없이 행동할 수 있는 구실을 줄 수 있었다. 유고슬라비아군은 국경을 방어할 준비도 되어 있지 않았고, 방어 배치도 허술하였다. 쿠데타를 주도하였던 공군은 4월 6일 나치 독일의 공격이 시작된 지 몇 시간 만에 모두 진압되었으며, 동시에 시작된 베오그라드 공습으로 3,000여명의 사망자가 발생하였다.
독일군은 이탈리아, 헝가리 부대와 함께 신속하게 공격함으로써 제대로 대비하지 못하고 있던 유고슬라비아군을 혼란에 빠뜨렸다.
크로아티아인과 슬로베니아인들은 독립을 주장할 수 있는 기회를 얻게 되었다. 특히 크로아티아의 우익 집단인 우스타샤는 추축국에게 적극 동조 하였다. 공격 측의 사상자는 151명밖에 없었다.
정전문서는 4월 17일에 조인되었으며 항전을 결심한 고급 장성은 제2군의 참모장이던 드라자 미하일로비치뿐이었다. 그는 소규모의 군을 이끌고 산악 지대로 들어갔고, 이들이 후에 체트니크를 구성하였다.

## 참고 문헌
- 《가로 세로 세계사》 1권 발칸반도편[쪽 번호 필요]
- 《지도로 보는 세계 전쟁사 ― 제2차 세계 대전》[쪽 번호 필요]